# مولاي رشيد العلوي
مولاي رشيد العلوي (مواليد 2 أغسطس 1973)، هو كاتب وشاعر مغربي من مواليد  أمزميز ناحية مراكش بالمغرب

## صدر له
الأعمال الشعرية المنشورة:
- «نبض الفؤاد» صدر في طبعتين 1998  / مطبعة فيدبرانت – الرباط
- «عرائس» صدر 2007  / المطبعة والوراقة الوطنية – مراكش
- ما لم يأت به الهدهد 2019/ مطبعة بلال – فاس

الدواوين الشعرية المشتركة  المنشورة:
- «الديوان»، ديوان من منشورات  منتدى الشعر والشعراء بمراكش 1997
- ديوان «آدم الذي...» لحبيبة الصوفي، دار وليلى للطباعة والنشر.1998
- ديوان الملتقى الوطني الثاني للطلبة الشعراء منشورات كلية الآداب والعلوم الإنسانية سايس – فاس / سلسلة إبداعات  بدعم من المعهد الفرنسي  فاس / مكناس 1998
- رؤيا من الداخل عن مطبعة الرسالة بالرباط، للكاتبة والصحفية طروب البياتي السرغيني، الطبعة الأولى 2008  .

ودواوين مهيأة للطبع منها:
- «سحابات صيفية»
- «فواكه السماء»

(  «مئذنة البهاء».
صدر له في النقد:
- دراسة إيقاعية لنصوص من الشعر المغربي المعاصر،  2019/ مطبعة بلال – فاس
- "فن المعارضة في الشعر العربي، 2019 / مطبعة بلال – فاس.

الأعمال النقدية تحت الطبع:
- مدخل إلى معرفة الأسلوبية في التفكير العربي والغربي.
- البِناء الفني في شعر الكميت بن زيد الأسدي.

## الجوائز
- الجائزة الأولى في الشعر ببرنامج مرافئ الإبداع، إذاعة قسنطينة الجهوية بالجزائر سنة 1995
- الجائزة الوطنية لرابطة مراكش في السياحة والثقافة والفن، المرتبة الأولى في الشعر سنة 1997 .
- جائزة المسابقة الوطنية للشعر لبرنامج إطلاله بإذاعة مراكش الجهوية، المرتبة الأولى سنة 1997.
- جائزة الشعر المرتبة الثانية وجائزة القصة المرتبة الثالثة في مسابقة بلدية النخيل بمراكش سنة 1998
- جائزة نادي الفكر الإسلامي، المرتبة الأولى، الرباط 2001 .
- الجائزة الثانية في المهرجان العربي للشعر والزجل بالدار البيضاء سنة 2010.

الشهادات العلمية المحصل عليها:
- حاصل على شهادة الدكتوراه في الآداب - تكوين النص العربي القديم – بتقدير مشرف جدا مع توصية بالطبع من كلية الآداب والعلوم الإنسانية – جامعة عبد المالك السعدي بتطوان يوم الأربعاء 28 نونبر 2018.
- دبلوم الدراسات العليا المعمقة: «وحدة أسئلة الإبداع في الشعر العربي: مادة الدراسات الأدبية» من كلية اللغة العربية بمراكش التابعة لجامعة القرويين بفاس 2004.
- شهادة الإجازة من كلية الآداب والعلوم الإنسانية بجامعة القاضي عياض بمراكش في اللغة العربية وآدابها 2000.
- شهادة الدراسات الجامعية العامة من كلية الآداب والعلوم الإنسانية بجامعة القاضي عياض في اللغة العربية وآدابها 1997.
- شهادة البكالوريا من ثانوية محمد الخامس التأهيلية بمراكش 1995.
- بكالوريا حرة  - آداب - يونيو 2003-
- أستاذ زائر - سابقا - بكلية الآداب والعلوم الإنسانية جامعة القاضي عياض بمراكش
- أستاذ اللغة العربية بالثانوي التأهيلي.
- عضو اتحاد كتاب المغرب.
- رئيس منتدى الضاد للإبداع والتنمية بالمغرب.
- عضو رابطة الأدب الإسلامي العالمية.
- عضو الائتلاف الوطني من أجل اللغة العربية.
- عضو النقابة الحرة للموسيقيين المغاربة / بصفة مؤلف شاعر.

التكوينات:
- تكوين في اللغة الإنجليزية بالمركز اللغوي الأمريكي بمراكش 2013 /2014

v  تكوين في الدورة التكوينية الإشهادية  MOS   في مجال تكنولوجيا المعلومات والاتصال  بنيابة مراكش / مارس 2015.
v  تكوين في المعلوميات  بمركز الدراسات العربية للدكتوراه بكلية اللغة العربية بمراكش  من 02 فبراير إلى 06 فبراير 2015.
v  تكوين في منهجية البحث  بمركز الدراسات العربية للدكتوراه بكلية اللغة العربية بمراكش  أيام 12 و 13 و 14 أكتوبر 2015 تأطير الدكتور محمد خطابي.
v  تكوين في الأكاديمية الكندية الدولية ضمن المنتدى الدولي والعربي للثقافة والرياضة  للأشخاص  ذوي الإعاقة بالحمامات – تونس  من 25 إلى 27 أكتوبر 2017.
المهارات:
v  الكتابة الشعرية
v  الكتابة النقدية
v  تنظيم الندوات والأمسيات والملتقيات الأدبية
v  معالجة النصوص على الحاسوب
v  الإشراف على البحوث الجامعية
v  صياغة المشاريع في العمل الجمعوي
v  تأطير الطلبة في إطار برنامج استكمال تأهيل 25 ألف من حاملي الإجازة  2016/2017 بكلية الآداب والعلوم الإنسانية  جامعة القاضي عياض بمراكش.
ما كُتِب عنه في:
v  في كتاب ″دليل الشعراء المغاربة″ المنشور بجريدة بيان اليوم، الصفحة 8 تحت عدد 3566 في 14 يناير2002.
v  بمعجم شعراء مراكش في القرن العشرين  للباحث المغربي أحمد متفكر، المطبعة والوراقة الوطنية / مراكش 2004.

## المشاركات
v  المشاركة في المهرجان المغاربي بليبيا سنة 1989 .
v  المشاركة في منتدى الشباب للألفية الثالثة بالدار البيضاء سنة 2002 .
v  المشاركة في مهرجان الطلاب العرب بجامعة ناصر الأممية بليبيا في الدورة 16 سنة 2004
v  المشاركة في مهرجان أمير الشعراء بأبوظبي بالامارات العربية المتحدة والتأهل للمرحلة الثانية 2010 .
v   المشاركة في الملتقى العربي الدولي الأول للحقوق الثقافية بمدينة الحمامات بتونس 2017 .
v  المشاركة في العشرات من الأمسيات والملتقيات في أغلب المدن المغربية والنشر بمختلف الجرائد والمجلات والمواقع الإلكترونية واستضافته من عدة محطات إذاعية وألقى عدة قصائد على القناة المغربية والإذاعات العربية والقنوات الفضائية.
التكريمات:
v  منتدى الشباب للألفية الثالثة تحت الرعاية السامية لجلالة الملك محمد السادس بالدار البيضاء سنة 2002.
v   تكريم من ولاية تطوان في 10 مايو 2005 في إطار الشخصيات المثقفة الفاعلة في المجتمع المغربي.
v   تكريم من لدن فيدرالية جمعيات إقليم جرادة في 01 فبراير 2013.
v  تكريم من لدن ثانوية ابن ماجة بأمزميز في 21 مارس 2015 بمناسبة اليوم العالمي للشعر.
v   تكريم من لدن كلية الآداب والعلوم الإنسانية /جامعة القاضي عياض بتنسيق مع فرقة البحث في الأدب المغربي بكلية اللغة العربية جامعة القرويين بمراكش في 01 أبريل 2016.
v   تكريم من لدن مقاطعة مراكش المدينة في 24 مارس 2017 .
v   تكريم من لدن وزارة التنمية الإدارية والعمل والشؤون الاجتماعية والاتحاد العربي للمكفوفين في الدوحة بقطر في 06 ماي 2018.
...

## وصلات خارجية
- تكريم خاص للشاعر والباحث الأكاديمي مولاي رشيد العلوي في الدوحة بقطر